# 国民文芸会
国民文芸会（こくみんぶんげいかい）は、演劇刷新、民衆芸術進展を目指して1919年（大正8年）に設立された団体。
演劇通の外交官小村欣一と里見弴、田中純、小山内薫、久保田万太郎ら作家などが開いていた懇親会「劇友会」が発端である。会員には他に久米正雄、吉井勇、長田秀雄らもいた。
当時、原敬内閣で民力涵養を唱えていた内務大臣床次竹二郎が賛同し、床次を相談役として1919年4月に国民文芸会として発足した。設立趣意書では、劇作家・俳優の育成、労働者のための演芸などを目標としていた。会員には実業家や政治家も名を連ねた。
国民文芸会は開演時間短縮、入場料低減、脚本検閲問題などの課題に取り組み、その過程で国立劇場設立の提案が出された。1923年（大正12年）初頭から国立劇場設置運動が活発になったが、一部の劇作家からは反対意見も出され、結局関東大震災のため、運動は中断した。
このほか、その年の優れた俳優や劇作家に「国民文芸賞」を授与した。これは毎月初日に各劇場を見て歩いたうえで与えた賞で、文学賞、演劇賞の日本最初の運動であった。
大正デモクラシーの一潮流といえる団体だったが、右翼的政治家であった床次の影響力を払拭できず、民力涵養運動と内務省の広報担当組織としてのイメージがついて回った。

## 国立劇場設置運動
国民文芸会による設置運動のほか、明治期の演劇改良会による国立劇場構想、大正期の新劇俳優・笹本甲午による請願（1921年）、昭和10年代の中村吉蔵、中村歌右衛門らによる運動などがあった。実際に国立劇場が開館したのは第二次世界大戦後の1966年である。